# Itolia timberlakei
Itolia timberlakei là một loài ruồi trong họ Asilidae. Itolia timberlakei được Wilcox miêu tả năm 1949. Loài này phân bố ở vùng Tân Bắc giới.